# 富山県道24号伏木港線

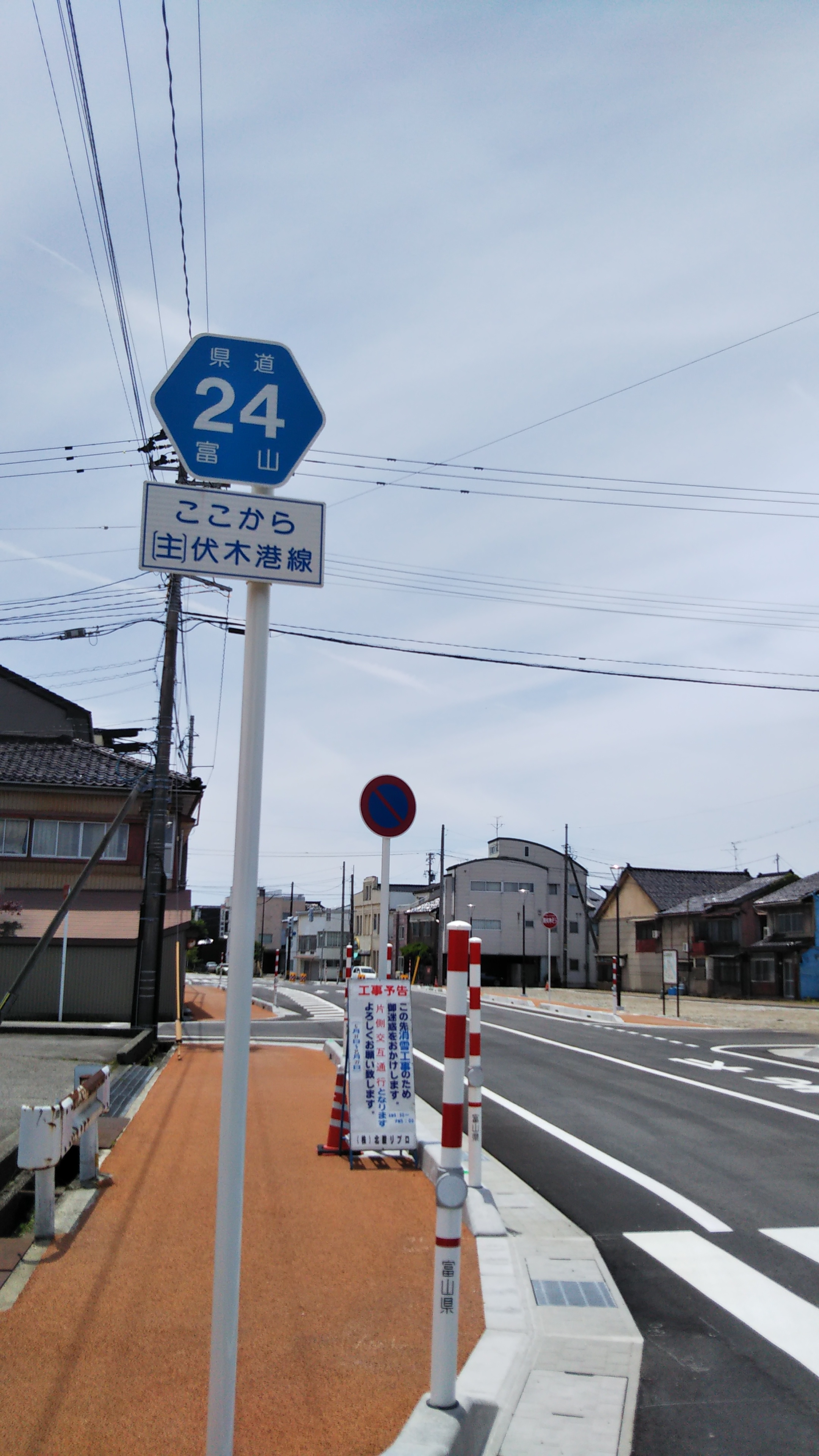
富山県道伏木港線の起点である、伏木コミュニティセンター前で。

富山県道24号伏木港線（とやまけんどう24ごう ふしきこうせん）は、富山県高岡市を通る県道（主要地方道）である。地元では高伏道路（こうふくどうろ）の通称で親しまれている。

## 概要

### 路線データ
- 起点：富山県高岡市伏木湊町63-97（伏木港臨港道路交点、高岡市伏木コミュニティセンター前）[1]。
- 終点：富山県高岡市広小路（広小路交差点、国道156号・富山県道44号富山高岡線交点）
- 認定年月日：1955年（昭和30年）6月23日

## 歴史
- 1993年（平成5年）5月11日 - 建設省から、県道伏木港線が伏木港線として主要地方道に指定される[2]。

- 2021年（令和3年）3月19日 - 伏木側の起点が、伏木湊町の「伏木ポートサービス」本社前から、伏木中央町交差点への経路変更に伴い、同じく伏木湊町の「伏木コミュニティセンター」前に変更される[1]。

## 路線状況

### 重複区間
- 国道415号（高岡市伏木矢田・矢田交差点 - 高岡市米島・米島交差点）
- 富山県道32号小矢部伏木港線（高岡市伏木湊町・起点 - 高岡市城光寺・城光寺交差点）[1]

## 地理

### 通過する自治体
- 高岡市

### 交差する道路
- 富山県道245号中道国分線（高岡市伏木湊町・伏木中央町交差点）
- 国道415号（高岡市伏木矢田・矢田交差点）
- 富山県道32号小矢部伏木港線（高岡市城光寺・城光寺交差点）
- 国道415号・富山県道57号高岡環状線（高岡市米島、米島交差点）
- 富山県道244号能町停車場線（高岡市荻野・新能町電停前交差点）
- 国道8号富山高岡バイパス（高岡市江尻・江尻交差点）
- 富山県道255号守山向野線（高岡市宝町・向野北電前交差点）
- 国道156号・富山県道44号富山高岡線（高岡市広小路・広小路交差点、終点）

### 沿線にある施設など
- 伏木コミュニティセンター
- 伏木駅
- 勝興寺
- 中越パルプ工業 高岡工場
- 万葉線
  - 志貴野中学校前停留場 - 市民病院前停留場 - 江尻停留場 - 旭ヶ丘停留場 - 荻布停留場 - 新能町停留場
- イオン高岡江尻店
- 高岡市民病院
- 高岡市立志貴野中学校
- 高岡市役所
- 高岡商工ビル